# Сен-Дени-ан-Бюже
Сен-Дени́-ан-Бюже́ (фр. Saint-Denis-en-Bugey) — коммуна во Франции, находится в регионе Рона — Альпы. Департамент коммуны — Эн. Входит в состав кантона Амберьё-ан-Бюже. Округ коммуны — Белле.
Код коммуны — 01345.

## Население
Население коммуны на 2010 год составляло 2178 человек.
| 1962 | 1968 | 1975 | 1982 | 1990 | 1999 | 2010 |
| ---- | ---- | ---- | ---- | ---- | ---- | ---- |
| 1170 | 1200 | 1220 | 1511 | 1780 | 1939 | 2178 |